# Takuto Hayashi
Takuto Hayashi (林 卓人, Hayashi Takuto) est un footballeur japonais né le 9 août 1982. Il évolue au poste de gardien de but.

## Biographie
Takuto Hayashi évolue principalement en faveur du Sanfrecce Hiroshima. Il joue de nombreux matchs en première division japonaise et en Ligue des champions d'Asie.
Il participe à la Coupe du monde des clubs en 2015 avec le Sanfrecce Hiroshima. Il joue quatre matchs lors de ce tournoi, qui voit l'équipe japonaise terminer à la troisième place.

## Palmarès
- Championnat du Japon en 2015 avec le Sanfrecce Hiroshima
- Vice-championnat du Japon en 2018 avec le Sanfrecce Hiroshima
- Champion de J-League 2 en 2007 avec le Consadole Sapporo et en 2009 avec le Vegalta Sendai
- Finaliste de la Coupe de la Ligue japonaise en 2014 avec le Sanfrecce Hiroshima
- Vainqueur de la Supercoupe du Japon en 2014 et 2016 avec le Sanfrecce Hiroshima